# Дорошок, Константин Юрьевич
Константи́н Ю́рьевич Дорошо́к (род. 1969, Калининград) — общественный деятель, лидер Калининградской региональной общественной организации «Справедливость». Депутат Калининградской областной Думы 5 созыва.

## Биография
Родился 1 сентября 1969 года в городе Калининграде. Окончил техническое училище № 13, получив квалификацию телемастера. Проходил службу по призыву в воздушно-десантных войсках (рота специального назначения (разведка)) в Группе советских войск в Германии.
После службы в армии работал телемастером, электриком. Занимался перегоном из-за границы подержанных автомобилей.
Женат, трое детей.

## Общественно-политическая деятельность
В 2006 году таможенные органы предъявили к К.Дорошку, как и к сотням других граждан области, дополнительные счета по растаможке автомобилей, ввезённых в Россию из-за границы, незаконно, задним числом, насчитав 31 миллион рублей недоимки (в результате судебных тяжб сумма уменьшилась до 18,5 миллионов рублей).
С 2006 года стал участвовать в общественно-политической жизни города. Организатор нескольких крупных митингов в Калининграде в 2008 году, 24 октября, 12 декабря 2009 и 30 января 2010 годов, после которых стал известен далеко за пределами области.
Незаконно задерживался милицией, два дня отсидел в СИЗО, незаконное задержание успешно оспорил в суде и получил компенсацию 30 тыс.рублей по решению суда.
Баллотировался в окружной Совет Калининграда, но позже под давлением снял свою кандидатуру.
Состоял в общественном движении «Солидарность», но в феврале 2010 года вышел из состава организации.
К лету 2010 года радикальную оппозиционность к действующей власти сменил на конструктивную, вошёл в консультативный совет при губернаторе и поддержал кандидатуру Г.Бооса на второй губернаторский срок, как меру ответственности губернатора перед калининградцами.
4 августа 2011 года встретился с Прохоровым в Москве, вступил в Правое дело с Гинзбургом, Махловым.
После роспуска 2 сентября 2011 года отделения партии Правое дело, назначен Прохоровым ответственным за подбор кандидатов в члены партии для отделения в Калининградской области
Осенью 2012 года избран руководителем Калининградского регионального отделения партии «Гражданская Платформа», созданной в этом же году М.Прохоровым.

### Справедливость
Создал и руководит Калининградской региональной общественной организацией «Справедливость»
.

### Наш Калининград
3 марта 2010 года на организационном собрании оппозиционных сил избран координатором коалиции.

## Признание
В рейтинге «100 жестов в политике» 2010 года журнала «Русский репортёр» поставлен на седьмом месте, опередив Меркель и Путина

## Выборы 2011
Идет на выборы в марте 2011 года как самовыдвиженец в областную Думу, округ № 4,ранее сообщалось что он идёт по списку «Справедливой России» В одномандатном округе № 4 по предварительным данным победил 13 марта с 31,59 % голосов избирателей, второе место КПРФ 30,47 %, третье у ЕР 19,88 % четвёртое ЛДПР 11,12 %